# Neoscaptia
Neoscaptia is een geslacht van vlinders van de familie spinneruilen (Erebidae), uit de onderfamilie Arctiinae.

## Soorten
- N. aequalis Jordan, 1905
- N. affinis Rothschild, 1912
- N. albata Jordan, 1905
- N. albicollis Rothschild, 1912
- N. androconiata Rothschild, 1912
- N. apicipuncta Rothschild, 1912
- N. basinitens Rothschild, 1912
- N. bimaculata Rothschild, 1912
- N. caeruleomarginata Rothschild, 1912
- N. collateralis Hampson, 1900
- N. fasciconitens Rothschild, 1912
- N. flavicaput Rothschild, 1912
- N. leucodera Jordan, 1905
- N. poecila Jordan, 1905
- N. torquata Eecke, 1929
- N. unipunctata Rothschild, 1912